# Stiftcilinderslot

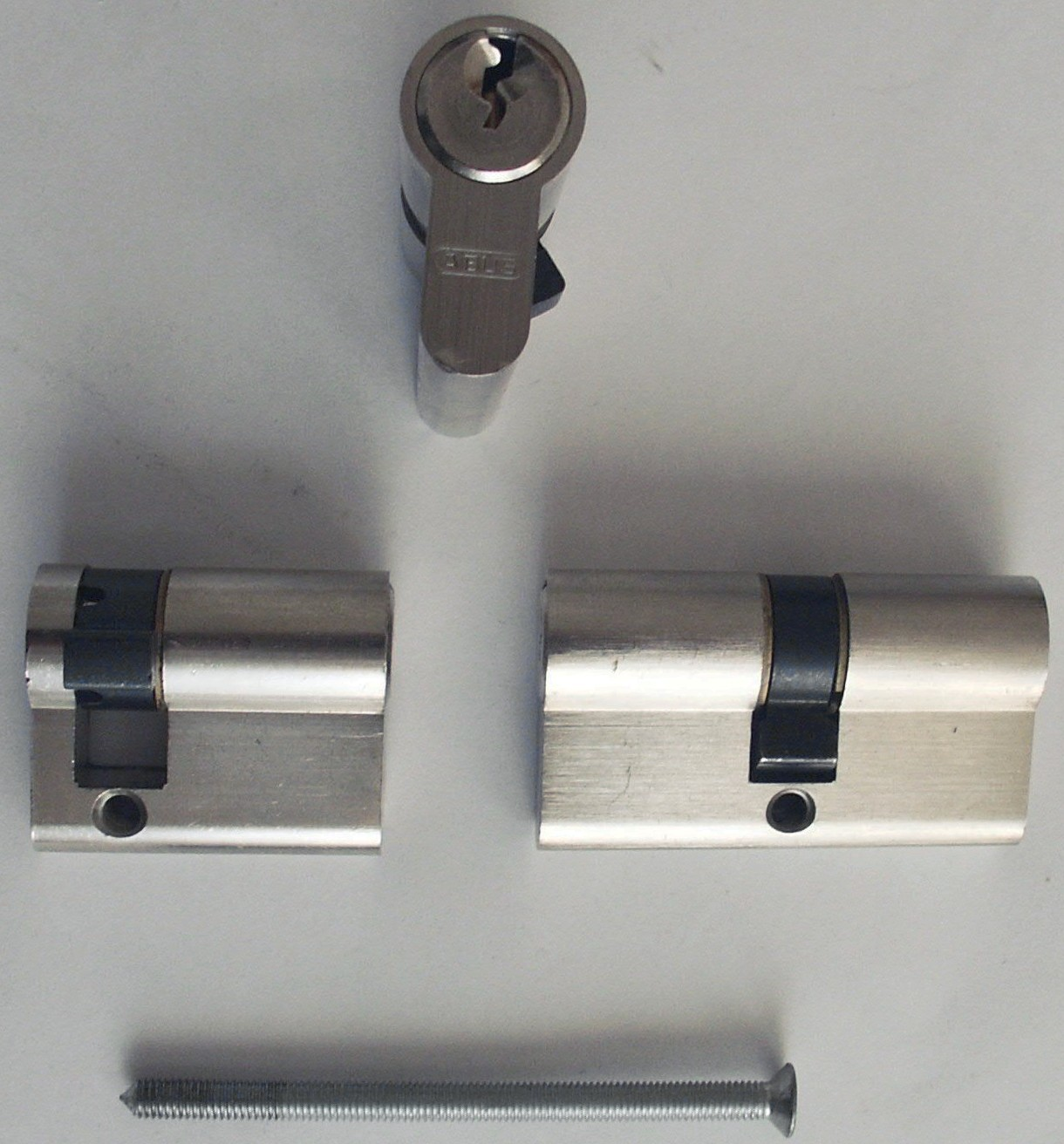
Een set van 3 europrofielcilinders; twee dubbele en één enkele cilinder.

Een stiftcilinderslot is een slotmechanisme dat door middel van een aantal stiften (cilindrische metalen pinnen van verschillende lengte) voorkomt dat het slot geopend wordt zolang de bijpassende sleutel niet in het slot is gestoken. Cilindersloten bieden veel meer sleutelvariaties dan klaviersloten en zijn dus veiliger. Het stiftcilinderslot is het meest gebruikte type cilinderslot en wordt dan ook meestal gewoon cilinderslot genoemd.
Stiftcilinders zijn voornamelijk bekend van deursloten, maar worden ook veel gebruikt in hangsloten en eenvoudige brandkasten. Autosloten, fietssloten, geldkisten en meubelsloten hebben meestal cilinders met plaatjes in plaats van stiften. Andere types cilindersloten zijn onder andere radiaalsloten, die werken met horizontale sluitpinnetjes, en cilinders met kogeltjes in plaats van stiften.

## Geschiedenis
Het oudst bekende stiftcilinderslot werd gevonden in de ruïnes van Dur-Sharrukin, een vestingstad ongeveer 20 km ten noorden van Ninive in hedendaags Irak. Ten tijde van Sargon II was Dur-Sharrukin, beter bekend onder de naam Khorsabad, de hoofdstad van het Assyrische Rijk. Het aldaar gevonden slot stamt uit de 8e eeuw v.Chr. en was in die tijd een veel gebruikt slottype in het Oude Egypte, waar dit slottype waarschijnlijk is uitgevonden. Er zijn al vermeldingen van dit type slot van rond 2000 v.Chr. Het slot uit Khorsabad was van hout en werkte ongeveer hetzelfde als een modern cilinderslot met ronde sluitpinnen. Het slot bestond uit een houten post die aan de deur werd bevestigd en een horizontale schuif die in de deurpost kon worden geschoven. De schuif had verticale openingen waarin een reeks houten pinnen pasten. Met een sleutel werden deze opgetild totdat ze de schuif niet meer blokkeerden, waardoor deze opzij kon worden geschoven. Het is overigens niet zeker dat de Egyptenaren het slot hebben uitgevonden: ook de Chinezen maakten al heel vroeg sloten.
De Amerikaanse uitvinder Linus Yale patenteerde in 1844 al een stiftcilinderslot. Zijn zoon Linus jr. verbeterde zijn vaders uitvinding en in 1861 maakte hij een stiftcilinderslot dat vrijwel hetzelfde werkte als de hedendaagse sloten. Dankzij deze uitvindingen zou Yale uitgroeien tot een van de grootste slotenfabrikanten ter wereld.
Als snel werden stiftcilinders ook door andere slotenfabrikanten gemaakt, waaronder later ook Lips en Nemef in Nederland en Litto in België. Uiteindelijk groeide het stiftcilinderslot uit tot het waarschijnlijk meest gebruikte slottype ter wereld.

## Beschrijving en werking

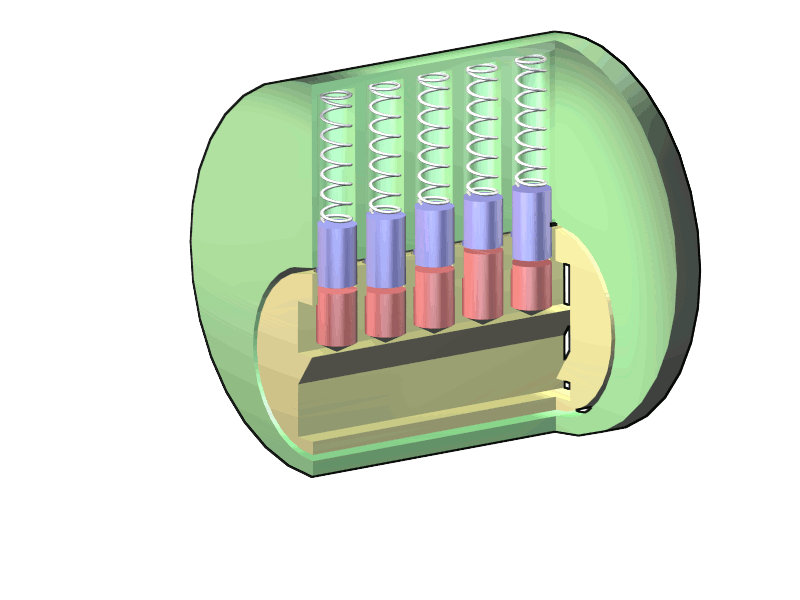
Zonder sleutel in het slot worden de sluitpinnetjes (blauw) naar beneden geduwd, doordat de sleutelpinnetjes (rood) niet door de sleutel naar boven worden geduwd. De cilinder (geel) kan niet draaien.

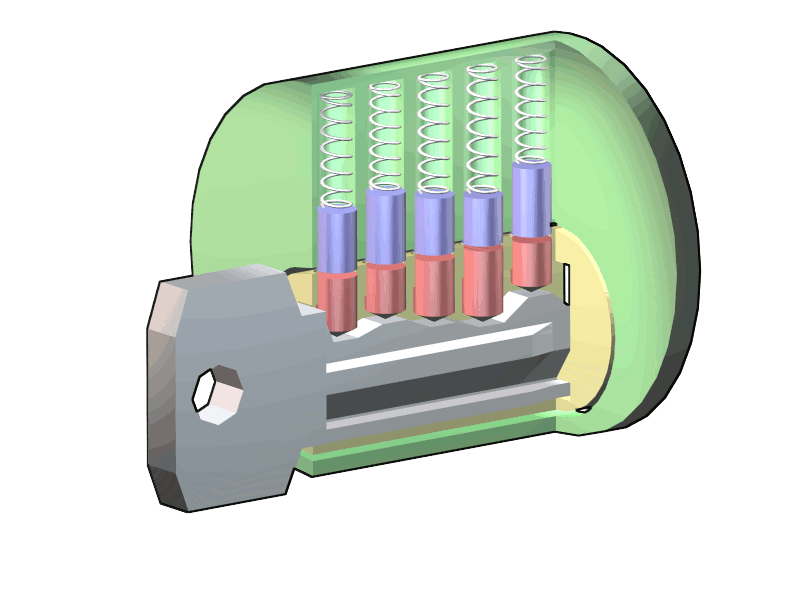
Als de bijpassende sleutel in het slot wordt gestoken, worden de sleutelpinnetjes (rood) en de sluitpinnetjes (blauw) omhoog geduwd. De bovenkant van alle sleutelpinnetjes zit precies op dezelfde hoogte als de rand van de cilinder (geel).

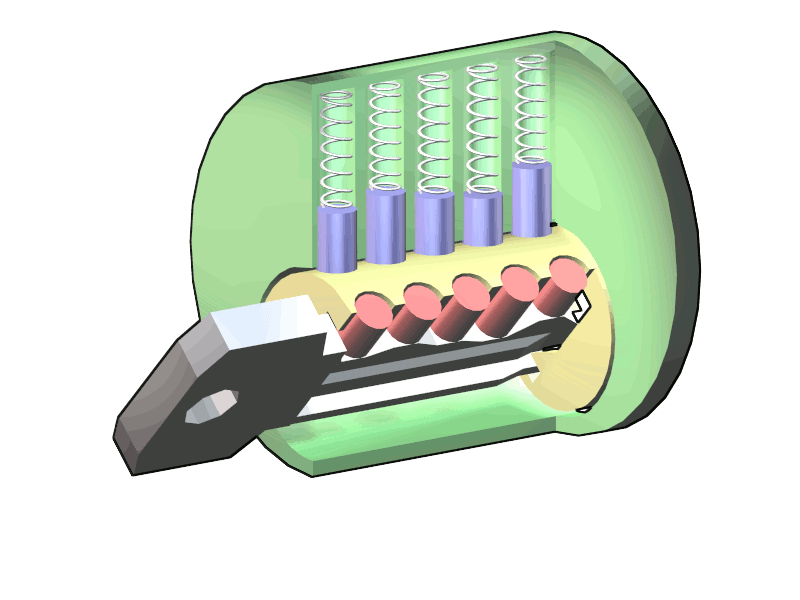
Zo kan de cilinder draaien en wordt het slot geopend. De sleutel kan niet uit het slot omdat de sleutelpinnetjes (rood) de sleutel op zijn plaats houden.

Elk cilinderslot bestaat uit twee hoofddelen: een behuizing die vastzit aan het af te sluiten object en een cilinder die (met de juiste sleutel) ronddraait om zo het slot te openen dan wel te sluiten. In de cilinder is over de hele lengte een profiel gefreesd, waarin een sleutelprofiel met exact dezelfde vorm past. Daarom wordt een cilinderslot ook wel profielcilinder genoemd. Over de hele lengte loopt ongeveer halverwege het profiel een kleine rand die ervoor zorgt dat de sleutelpinnetjes niet helemaal omlaag of omhoog kunnen schuiven. Er zijn overigens ook universele profielen die dunner zijn, zodat ze in meerdere types profielcilinders passen. Bij de in Europa meest gangbare europrofielcilinder zitten de pinnetjes onder het sleutelgat, terwijl ze bij ronde cilindersloten vaak erboven zitten, zoals bij de tekeningen rechts te zien is. Achter de profielbaan zit de tuimelaar, die ervoor zorgt dat de slotschuif in- of uit kan schuiven wanneer er een sleutel tegen aan wordt gedrukt en deze wordt gedraaid.
Een serie van vijf of zes gaten is verticaal in de cilinder geboord. Deze gaten bevatten zogenaamde sleutelpinnetjes, ook wel permutatiestiften genoemd, die een verschillende lengte hebben en een afgeronde kop (opdat de sleutel er gemakkelijk overheen glijdt). Ook in de behuizing zitten gaatjes, waarin zich de sluitpinnetjes bevinden, die elk door een spiraalveertje tegen de cilinder worden gedrukt. Is er geen sleutel in het slot, dan worden de sleutelpinnetjes door de sluitpinnetjes naar het midden van de cilinder geduwd. De sluitpinnetjes blokkeren de cilinder, zodat deze niet in de behuizing kan draaien.
Als de passende sleutel in het slot wordt gestoken, worden alle sluit- en sleutelpinnetjes weggedrukt. Alle sleutelpinnetjes reiken dan precies tot de buitenkant van de cilinder en drukken de sluitpinnetjes in hun geheel in de behuizing. Doordat de cilinder niet meer wordt vastgehouden door de sluitpinnetjes kan deze draaien en op die manier kan het slot worden geopend of gesloten. Alleen als de juiste sleutel wordt gebruikt (met het juiste profiel en op de plaats van elk pinnetje de juist ingesneden diepte), worden de sleutelpinnetjes precies hoog genoeg geduwd om de buitenkant van de cilinder bereiken.
Om een cilinderslot uit de deur te kunnen verwijderen is de sleutel nodig, doordat de tuimelaar de cilinder op zijn plaats houdt, ook nadat de vastzetschroef van de cilinder is verwijderd. Hierdoor is ook het slot na uitname alleen te monteren met de sleutel in de cilinder gestoken en iets gedraaid, zodat de tuimelaar recht omlaag staat.

## Seriesluiting
Er zijn sluitsystemen waarbij gebruik wordt gemaakt van sleutels die op één slot(groep) passen en een hoofd- of moedersleutel die op alle cilinders past; de zogenaamde seriesluiting. Bij deze cilinders zijn er per gat in plaats van één, twee of meer sluitstiften. Er bestaan ook opvulplaatjes die zorgen dat er meerdere sleutels op 1 cilinder passen.
Het is mogelijk de combinatie van een cilinderslot te veranderen door de pinnetjes te vervangen. Dat kan handig zijn als een sleutel in verkeerde handen is gekomen. Ook kan op die manier een slot geschikt worden gemaakt voor seriesluiting of kunnen meerdere cilinders gelijksluitend gemaakt worden, zodat alle deuren met één sleutel te bedienen zijn.

## Inbraakwering
De sluitpinnetjes zijn normaal gesproken van messing. Bij inbraakwerende cilinders zijn ze van gehard staal. Om het uitboren van de cilinder te voorkomen kunnen er ook nog extra stalen pinnetjes of kogeltjes in de cilinder en de behuizing zitten.
De cilinder en behuizing van het cilinderslot zijn ook van messing. Als de deurschilden kunnen worden verwijderd of de cilinder aan de buitenkant uitsteekt, kan deze zeer eenvoudig vernield worden door middel van de zogenaamde 'Bulgaarse methode'; een verzamelnaam voor verschillende manieren om de cilinder af te breken. Dit is tegen te gaan met veiligheidsbeslag; hierbij is het buitenschild vanuit de binnenzijde vastgeschroefd, zonder zichtbare schroeven aan de buitenkant. Hierdoor is het zeer moeilijk om het schild te verwijderen en zo beter bij het cilinderslot te komen. Het buitenschild is dikker dan een standaardschild, zodat de cilinder niet uitsteekt.
Een andere manier is het zogenaamde 'kerntrekken', waarbij met gebruikelijk of professioneel gereedschap de cilinder rechtstandig uit het slot wordt getrokken, nadat men er vooraf een hardstalen schroef in heeft gedraaid. Dit kan voorkomen worden door cilinders te gebruiken met hardstalen stiften, waardoor er geen schroef meer ingedraaid kan worden. Voor dit doel is er ook veiligheidsbeslag verkrijgbaar waarbij de cilinder wordt afgedekt met een hardstalen plaatje. 
Cilindersloten kunnen soms geopend worden met de slag-/klopmethode. Daarbij wordt een slagsleutel gebruikt, waarbij alle posities tot hun diepste punt zijn weggevijld. De sleutel wordt in het slot gestoken, en er wordt tegen de sleutel getikt met een hamer. Daardoor springen de sluitpinnetjes naar de buitenkant terwijl de sleutelpinnetjes vrijwel op hun plaats blijven. Op datzelfde moment kan de sleutel omgedraaid worden. Het slot blijft heel en er zijn geen inbraaksporen. Deze methode werd vooral bekend door het televisieprogramma NOVA, die op 27 april 2005 daarover een reportage uitzond. In de praktijk is het echter niet altijd zo eenvoudig: het kost meer tijd dan andere inbraakmethodes en het maakt wellicht meer lawaai dan wanneer men een breekijzer zou gebruiken.
Een meer tijdrovende methode is het zogenaamde lockpicken: met speciale, soms handgemaakte, gereedschapjes kan een cilinderslot worden geopend zonder beschadigingen. Deze methode vergt veel tijd en oefening.

## Variaties
De europrofielcilinder is het gangbaarste type stiftcilinder. Deze wordt meestal dubbel uitgevoerd, zodat de deur aan beide zijden gesloten kan worden. Enkele profielcilinders worden voornamelijk gebruikt bij kasten, bijzetsloten en garagedeuren. Buitendeuren worden ook wel met knopcilinders uitgevoerd: hierbij wordt het cilinderslot aan de binnenzijde niet met een sleutel maar met een draaiknop geopend en gesloten.
De ronde stiftcilinder wordt vooral gebruikt in opbouw-voordeursloten, maar ook wel bij insteeksloten en in brandkasten. Ronde cilinders zijn vrijwel altijd enkel uitgevoerd; als ze toch worden toegepast voor tweezijdig gebruik, dan worden twee enkele gelijksluitende cilinders gemonteerd. Deze zijn wel aan de slotkast, maar meestal niet aan elkaar bevestigd.